# Yara Tupynambá
Yara Tupynambá Gordilho Santos (Montes Claros, 2 de abril de 1932), mais conhecida como Yara Tupynambá é uma artista plástica brasileira.

## Vida
Nascida em Montes Claros, estado de Minas Gerais, Yara formou-se em Artes Plásticas e fez seus estudos artísticos com Guignard e Goeldi, tendo também estudado no Pratt Institute de Nova Iorque. Suas obras são conhecidas por todo Brasil, tendo sido tema de uma Sala Especial na Bienal de São Paulo.
Foi professora e diretora da Escola de Belas Artes da UFMG, e também foi professora na Escola Guignard, em Belo Horizonte.
Entre suas obras mais famosas estão o painel A Árvore da Vida, que retrata Adão nu e Eva seminua, na igreja Matriz de Ferros, descrito no livro Hilda Furacão, de Roberto Drummond, que causou polêmica entre as moralistas, sendo notícia da mídia nacional e internacional, e o painel Minas, do século XVII ao século XX, na Assembleia Legislativa de Minas Gerais.
Desde 1987, a artista mantém o Instituto Yara Tupynambá,  que desenvolve trabalhos de incentivo às artes plásticas, bem como atividades culturais e educacionais em Minas Gerais.

## Participação em salões e bienais
Yara participou dos Salões de Arte Moderna do Rio de Janeiro, Belo Horizonte, São Paulo, Brasília, Paraná, Porto Alegre, Campinas, Ouro Preto e Pernambuco, além das Bienais de São Paulo e de Salvador.
Liderou o Atelier Vivo na Bienal de São Paulo, em 1974, onde revelou pesquisa realizada na área educacional e com estandartes.

## Prêmios
- II Prêmio de Escultura no Salão de Belo Horizonte;
- I prêmio Gravura no XVI Salão de Belo Horizonte;
- I Prêmio de Desenho TV Itacolomi entre artistas mineiros;
- I Prêmio de Ilustração - Diário de Notícias, Rio de Janeiro;
- II Prêmio de Desenho no Salão de Pernambuco;
- I Prêmio de Gravura no II salão de Trabalho;
- Medalha de Ouro no Salão do Paraná;
- Prêmio "Aquisição" no Salão de Porto Alegre;
- Prêmio Especial "Paschoal Carlos Magno" no Salão do Pequeno Quadro;
- Palma de Ouro pelo destaque artístico no Palácio das Artes;
- Menção Especial no Salão do Paraná com a equipe Estandarte;
- I Prêmio de Gravura com a equipe Estandarte no IV Salão de Arte Contemporânea de Belo Horizonte.